# عابدین دینو
عابدین دینو (ترکی استانبولی: Abidin Dino) (زاده ۲۳ مارس ۱۹۱۳ - وفات ۷ دسامبر ۱۹۹۳) هنرمند و نقاش معروف اهل ترکیه عهد عثمانی است. او بوم‌هایی را با ترکیب عناصر اکسپرسیونیسم، رئالیسم و سوررئالیسم خلق کرد که اکنون دیوارهای موزه‌ها و مجموعه‌داران در اسپانیا و ترکیه را مزین می‌کنند. نشریات ترکیه تصاویر آثار خوشنویسی و مقالات او را به نمایش گذاشتند و دید منحصر به فرد او حتی در سینما و در سراسر صحنه‌ها نیز وجود داشت.

## سال‌های اولیه
عابدین در ۲۳ مارس ۱۹۱۳ در استانبول و در یک خانواده هنری به دنیا آمد. او نوه عابدین دینو، دیپلمات آلبانی‌تبار عثمانی بود. او نقاشی را از همان سال‌های اولیه و تحت تأثیر خانواده‌اش آغاز کرد. در کودکی برای چندین سال در ژنو، سویس و فرانسه به همراه خانواده‌اش زندگی کرد و در سال ۱۹۲۵ به استانبول بازگشت. دینو تحصیلات راهنمایی خود را در دبیرستان آمریکایی کالج رابرت استانبول آغاز کرد اما مدرسه را رها کرد تا تمام وقت خود را به نقاشی اختصاص دهد. مقاله‌ها و کارتون‌های او خیلی زود در روزنامه‌ها و مجله‌ها منتشر شد.
او در سال ۱۹۳۰ اولین جنبش آوانگارد ترکیه را در کنار پنج نقاش پیشرو دیگر به‌نام گروه د (D Grubu) را پایه‌گذاری کردند و چندین نمایشگاه از کارهایشان به نمایش گذاشتند. در همین زمان او کار تصویرسازی کتاب شعر ناظم حکمت را نیز برعهده گرفت.
در سال ۱۹۳۳ سرگی یوتکویچ کارگردان اهل شوروی که فیلمی دربارهٔ آنکارا ساخته بود، دینو را به استودیوی لنفیل در لنینگراد (سن پترزبورگ فعلی) دعوت کرد که با تشویق آتاتورک او این دعوت را قبول کرد. در لنینگراد او به عنوان طراح صحنه و دستیار کارگردان در چند فیلم مشارکت کرد و فیلمی با عنوان معدنچی‌ها را در مسکو، کی‌یف و اودسا کارگردانی کرد. دینو کمی بعد از بازگشت به ترکیه، به پاریس سفر کرد و بین سال‌های ۱۹۳۷ تا ۱۹۳۹ در این شهر مشغول به نقاشی شد و هنرمندان مشهوری مانند گرترود استاین، تریستان تزارا و پیکاسو را ملاقات کرد.
بعد از بازگشت دوباره‌اش به استانبول، او در نمایشگاه مشهور بندرگاه شرکت کرد که به نقاشی‌هایی از ملوانان و ماهی‌گیران اختصاص داشت و نقاشان به‌نام ترکیه نیز در آن شرکت داشتند. این نمایشگاه بازخورد وسیعی در سطح جامعه داشت و از دینو خواسته شد تا غرفه ترکیه را در نمایشگاه جهانی نیویورک ۱۹۳۹ طراحی کند.
دنیو در زمان جنگ جهانی دوم، طراحی‌هایی با تأثیر از جنگ کشید اما نحوه برخورد او با موضوعات سیاسی باعث ناخرسندی مقامات ترکیه شد و در سال ۱۹۴۱ در حکمی نظامی، او و برادر جوان‌ترش به جنوب شرق ترکیه تبعید شدند که پیش از این پدربزرگشان فرماندار منطقه بود. سال‌های تبعید که تا ۱۹۴۵ به طول انجامید برای دینو از نظر هنری پربار بود. همسر دینو، گوزین دینو، در دبیرستان آدانا به تدریس فرانسه می‌پرداخت و خود نیز در یک روزنامه محلی کار می‌کرد و نقاشی‌های شاعرانه و واقع‌گرا از زندگی سخت مردم و شرایط کار و کارگران زراعی منطقه می‌کشید. در این زمان بود که او دو نمایشنامه کچل و وارثان را نوشت و مجسمه‌سازی را نیز آغاز کرد.
در سال ۱۹۵۱ به او اجازه داده شد تا ترکیه را ترک کند. او ابتدا به رم رفت و نه ماه در آنجا ماند و سپس در سال ۱۹۵۲ در پاریس سکنی گزید.

## روزهای پاریس

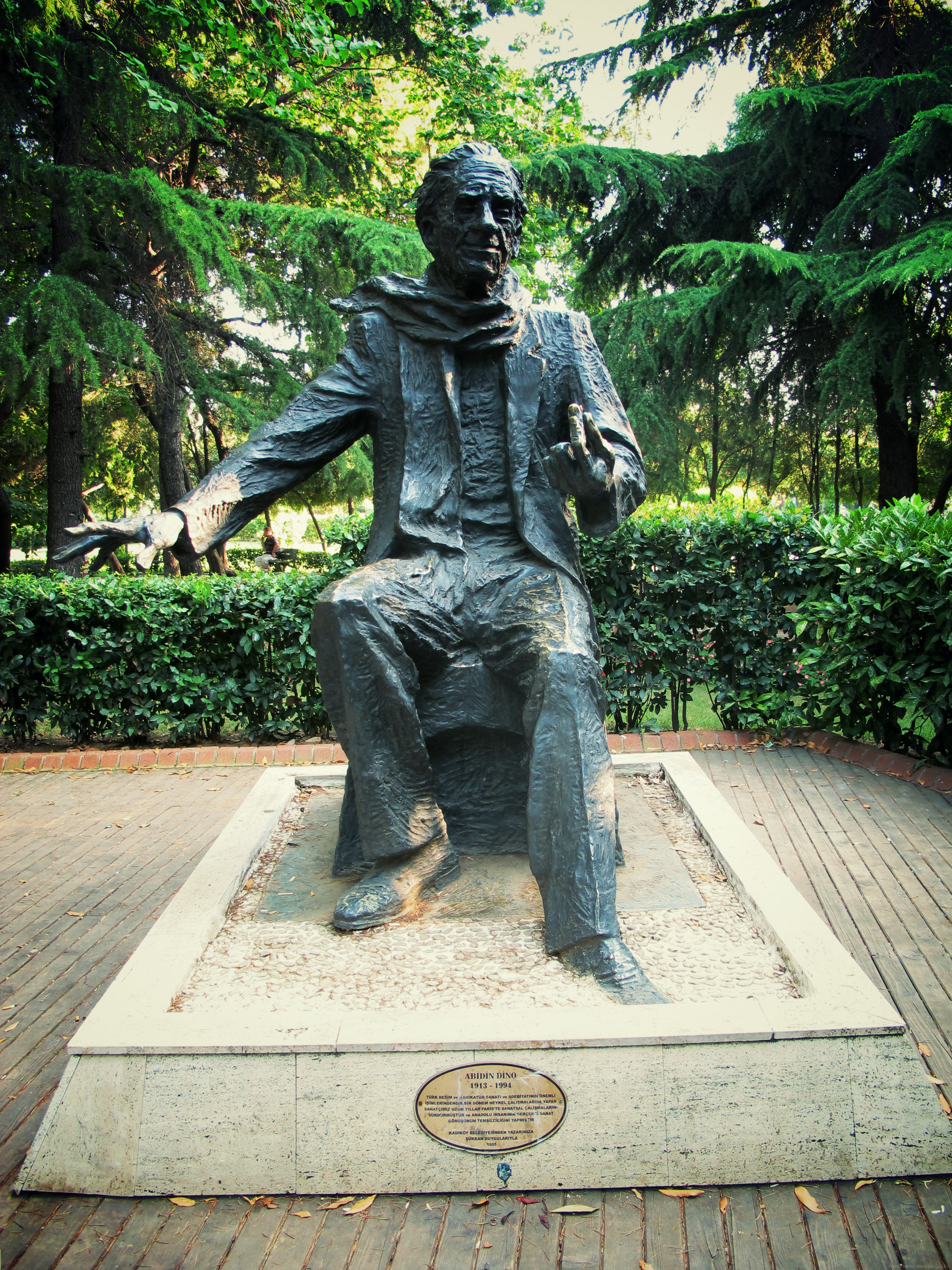
مجسمه دینو در پارک اوزگورلوک در محله کادیکوی، استانبول

در مدت کوتاهی، خانهٔ گوزین و عابدین در پاریس پاتوق بسیاری از هنرمندان و نویسندگان معروف شد. این دو ابتدا به خانهٔ استودیویی در طبقه بالای آپارتمان ماکس ارنست در اسکلهٔ سنت مایکل رفتند و سپس به آپارتمان کوچکی در لئور نقل مکان کردند.
این زوج سال‌ها میزبان هنرمندان، دانش‌پژوهان و دانشجویان ترکیه بودند و دنیاها و جهان‌بینی‌ها را به هم متصل کردند. دوستان خارجی و ترک‌تبار آنها عبارت بودند از ناظم حکمت، یاشار کمال، احمد حمدی تانپینار و ملیح جودت که این فرصت را پیدا می‌کردند تا با یکدیگر در خانهٔ دینو ملاقات کنند. دینوها همچنین همیشه آمادهٔ کمک به نقاشان و دانشجویان جوان ترک در پاریس بودند و آنها را با مشاهیر هنر آشنا می‌کردند و در تثبیت آنها به عنوان هنرمند نیز یاری می‌رساندند.
برای هشت سال از سال ۱۹۸۵، عابدین دینو در نمایشگاه ''سالون د مای'' در پاریس شرکت می‌کرد و در این مدت گوزین دینو به تولید برنامه‌هایی برای رادیو فرانسه، آموزش زبان ترکی در دانشکده زبان سوربون و ترجمه آثار ادبی ترکی می‌پرداخت.

## دوستی فراموش‌نشدنی
با اینکه عابدین دینو در خارج زندگی می‌کرد اما رابطهٔ او با ترکیه و دوستانش در ترکیه قطع نشد و او همیشه علاقهٔ زیادی به وقایع داخلی و خصوصاً سیاسی نشان می‌داد. او همواره دوست داشت تا با دیگر هنرمندان و نویسندگان همکاری کند و این کار را با نوشتن مقدمه و طراحی برای کتاب‌های دوستانش انجام می‌داد.
بعد از پیش از یک دهه دوری، دینو در سال ۱۹۶۹ برای نمایش آثارش به ترکیه بازگشت. در سال ۱۹۷۹ او به عنوان ریاست افتخاری مجمع ملی هنرهای نمایشی در فرانسه درآمد. فیلم او با نام ''گل! جام جهانی ۱۹۶۶'' نشان‌دهنده ذهن حساس و تصویری او بود و برایش ''جایزه‌ی فلاهرتی'' را به ارمغان آورد. این فیلم دربارهٔ فینال جام جهانی ۱۹۶۶ مستندی است که به مسابقات فوتبال محدود نمی‌شود، بلکه شامل فیلم‌های جذابی از مردم لندن و سایر نقاط انگلستان نیز می‌شود.

## استاد طراحی

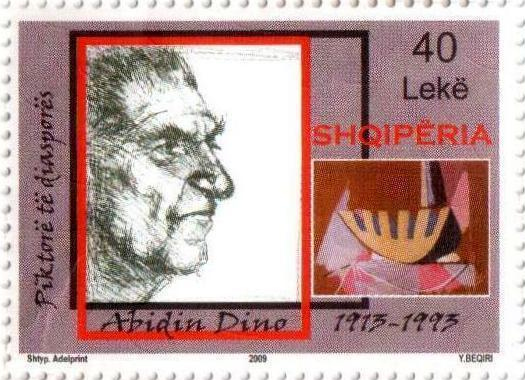
تصویر دینو بر روی تمبر کشور آلبانی

عابدین دینو به هرچیزی که زنده بود علاقه نشان می‌داد و با استادی تمام‌عیار آن تصویر را با قلم‌مو، مداد و دوربین ثبت می‌کرد. دو موضعِ موردعلاقهٔ او دست‌ها و گل‌ها بودند. در کتاب کوچکی از طراحی‌هایش که همسرش گوزین در دهمین سالگرد درگشت عابدین منتشر کرد، عشق و حس تنهایی که الهام‌بخش او بودند، نمایان است.
دینو در هفتم دسامبر ۱۹۹۳ در بیمارستان ویلژوئیف در پاریس درگذشت و در قبرستان آشیان استانبول به خاک سپرده شد.